# Kalmückische Sprache
Die kalmückische Sprache (auch kalmükische oder kalmykische Sprache; kalmückisch: Хальмг келн ᡍᠠᠯᡅᡏᡎᠨ
ᡍᡄᠯᡄᠨ  [xalʲˈmək keˈlən]) ist eine Varietät der Oiratischen Sprache und wird als solche zu den mongolischen Sprachen gezählt.
Sie ist – wie alle mongolischen Sprachen – eine agglutinierende Sprache.
Kalmückisch wird von 180.000 Menschen gesprochen und ist Amtssprache in der Republik Kalmückien in Russland. Bis 1923 wurde die 1648 geschaffene Klarschrift verwendet. Kalmückisch wird seit 1923 in modifizierter kyrillischer Schrift geschrieben, mit einer von 1931 bis 1938 dauernden Unterbrechung, in der ein lateinisches Alphabet verwendet wurde.

## Wörterbücher, Lern- und Unterrichtsmaterialien
- Бардаев Э.Ч., Кирюхаев В.Л.: Русско-калмыцкий разговорник / Орс-хальмг күүндврч (E. Tsch. Bardajew, W. L. Kirjuchajew: Russko-kalmyzkij rasgowornik / Ors-chalmg küündwrtsch). Kalmyzkoje knischnoe isdatelstvo, Elista 1993, 240 S., ISBN 5-7539-0271-5.